# Euxoa churchillensis
Euxoa churchillensis là một loài bướm đêm thuộc họ Noctuidae. Nó được tìm thấy ở Ontario, Nunavut, the miền bắc Territories và Manitoba in Canada, phía nam in Dãy núi Rocky to Colorado.